# Lita Liem
Lita Liem-Sugiarto (27 februari 1946) is een voormalig tennisspeelster uit Indonesië. Zij had geen backhand, maar speelde zowel rechts als links een forehand.
In 1968 speelde Liem haar eerste grandslamwedstrijden op het Australian Open, in alle drie disciplines: enkelspel, vrouwendubbelspel (met Lany Kaligis) en gemengd dubbelspel (met Sutarjo Sugiarto). In 1975 kwam ze voor de laatste keer samen met Lany Kaligis op een grandslamtoernooi in actie op het dubbelspeltoernooi van Wimbledon.
Tussen 1969 en 1981 speelde ze 38 partijen voor Indonesië op de Fed Cup.
In 1966 behaalde ze de gouden medaille op de Aziatische Spelen bij het damesdubbelspel, samen met Lany Kaligis. In 1972 bereikte zij, met Kaligis aan haar zijde, de dubbelspelfinale van het toernooi van Hilversum – zij verloren de eindstrijd van Betty Stöve en Michèle Gurdal. In 1974 won zij dan ook in het enkelspel de gouden medaille op de Aziatische Spelen.
In 1972 trad zij in het huwelijk met R. Sugiarto.

## Resultaten grandslamtoernooien
| Legenda | Legenda                          |
| ------- | -------------------------------- |
| g.t.    | geen toernooi gehouden           |
| l.c.    | lagere categorie                 |
| –       | niet deelgenomen                 |
| G       | uitgeschakeld in de groepsfase   |
| 1R      | uitgeschakeld in de eerste ronde |
| 2R      | uitgeschakeld in de tweede ronde |
| 3R      | uitgeschakeld in de derde ronde  |
| 4R      | uitgeschakeld in de vierde ronde |
| KF      | uitgeschakeld in de kwartfinale  |
| HF      | uitgeschakeld in de halve finale |
| F       | de finale verloren               |
| W       | het toernooi gewonnen            |
| w-v     | winst/verlies-balans             |

### Enkelspel
| toernooi        | 1968 | 1969 | 1970 | 1971 | 1972 | 1973 | 1974 | 1975 |
| --------------- | ---- | ---- | ---- | ---- | ---- | ---- | ---- | ---- |
| Australian Open | 3R   | 1R   | 3R   | –    | –    | –    | –    | –    |
| Roland Garros   | –    | 1R   | 2R   | 1R   | 1R   | 1R   | 3R   | 2R   |
| Wimbledon       | –    | 2R   | 1R   | 1R   | 3R   | 1R   | –    | –    |
| US Open         | –    | –    | 1R   | 2R   | 1R   | –    | –    | –    |

### Vrouwendubbelspel
| toernooi        | 1968 | 1969 | 1970 | 1971 | 1972 | 1973 | 1974 | 1975 |
| --------------- | ---- | ---- | ---- | ---- | ---- | ---- | ---- | ---- |
| Australian Open | 2R   | 1R   | KF   | –    | –    | –    | –    | –    |
| Roland Garros   | –    | 2R   | 3R   | 2R   | 1R   | 1R   | 2R   | –    |
| Wimbledon       | –    | 2R   | 2R   | KF   | 2R   | 2R   | –    | 2R   |
| US Open         | –    | –    | 1R   | –    | –    | –    | –    | –    |

### Gemengd dubbelspel
| toernooi        | 1968 |    | 1971 |
| --------------- | ---- | -- | ---- |
| Australian Open | 1R   | –  |      |
| Roland Garros   | –    | –  |      |
| Wimbledon       | –    | –  |      |
| US Open         | –    | 2R |      |